# Saša Sokolov
Saša Sokolov (rusky Саша Соколов; vlastním jménem Alexandr Vsevolodovič Sokolov, rusky Александр Всеволодович Соколов; * 6. listopadu 1943 Ottawa, Kanada) je ruský spisovatel patřící ke skupině ruských spisovatelů tzv. třetí vlny ruské emigrace, kteří svou slávu získali až za hranicemi.

## Život a dílo
Narodil se v roce 1943 v Ottavě v sovětské diplomatické rodině. Jeho otec byl zástupce vojenského atašé a v roce 1947 byl v souvislosti s velkou špionážní aférou kolem atomové bomby z Kanady vykázán a byl nucen vrátit se i s rodinou nazpátek do Moskvy. Saša Sokolov vyrůstal v Moskvě jako typický příslušník zlaté mládeže té doby. První svou povídku napsal ve dvanácti letech, skládal epigramy a parodie na učitele, měl kázeňské přestupky a hrozil mu přestup do zvláštní školy. V devatenácti se pokusil s kamarádem o útěk ze SSSR přes turkmensko-ruskou hranici, byl však zatčen a krátkou dobu vězněn. Aby se vyhnul povinné vojenské službě, simuloval duševní nemoc a strávil tři měsíce ve vojenské psychiatrické léčebně. Po skončení školy pracoval jako zřízenec v márnici a v roce 1962 na naléhání rodičů začal studovat prestižní Vojenskou fakultu cizích jazyků, z které po třech letech odešel a přešel na žurnalistiku na Moskevské státní univerzitě. V té době se sbližuje s mladými představiteli neoficiální moskevské kultury. V roce 1965 vstupuje do literární skupiny SMOG (СМОГ; Смелость – Smělost, Мысль – Myšlenka, Образ – Obraznost, Глубина, Myšlenka – Hloubka či také Самое Молодое Общество Гениев – Super Mladá Obec Géniů), která však svou činnost končí po rozehnání první demonstrace na obranu lidských v SSSR, jež se konala v prosinci 1966 na Puškinově náměstí. V letech 1969–1971 pracoval v listě Literární Rusko (Литературная Россия).
V letech 1971–1973 píše svůj první román Škola pro hlupáky (Школа для дураков) a již jako vystudovaný novinář se stává hajným v povolžských lesích. Román nelegálně putuje na západ, kde v roce 1976 na doporučení Vladimira Nabokova („okouzlující, tragická a velice jímavá kniha“) vychází v USA v nakladatelství Ardis Carla R. Proffa a jeho ženy. V roce 1974 se seznamuje s rakouskou slavistkou Johannou Steidelovou, která přednáší na Moskevské univerzitě němčinu, opouští svou první ženu a snaží se dostat na západ, je pronásledován KGB, dívka vyhoštěna ze SSSR a aféra nabývá mezinárodních rozměrů. Tehdejší rakouský kancléř Bruno Kreisky se v této záležitosti dvakrát obrací na Leonida Brežněva a v říjnu 1975 dostává Sokolov konečně povolení k výjezdu. Svou kariéru v emigraci začíná jako dřevorubec ve Vídeňském lese, po roce získává kanadské občanství a odjíždí do Severní Ameriky. V roce 1979 dokončuje svůj druhý román Mezi psem a vlkem (Между собакой и волком; pozn.: 150 stran rukopisu napsal ještě ve vlasti), který vychází v nakladatelství Ardis v roce 1980. V Rusku vychází v samizdatu a je oceněn významnou neoficiální cenou Andreje Bělého za nejlepší ruskou prózu roku 1981. V letech 1980–1985 pracuje nad románem Palisandreia (Палисандрия) , který vychází v roce 1985. V roce 1996 mu byla udělena Puškinova cena. V roce 2007 v nakladatelství Azbuka vychází sborník jeho esejů pod názvem Neklidná larva (Тревожная куколка).

## Publikační činnost

### Přehled děl v originále (výběr)
- Škola dlja durakov (1976)
- Meždu sobakoj i volkom (1980)
- Palisandrija (1985)
- Trevožnaja kukolka (2007)

### Česká vydání
- Škola pro hlupáky (Prostor 2006, přeložil Jakub Šedivý)
- Palisandreia (Prostor 2010, přeložil Jakub Šedivý)
- Mezi psem a vlkem (Prostor 2013, přeložili Jakub Šedivý a Radka Bzonková)